# Gudhjem (parochie)
Gudhjem is een parochie van de Deense Volkskerk in de Deense gemeente Bornholm. De parochie maakt deel uit van het bisdom Kopenhagen en telt 618 kerkleden op een bevolking van 738 (2004). De parochie was tot 1970 deel van Øster Herred.